# Łajski

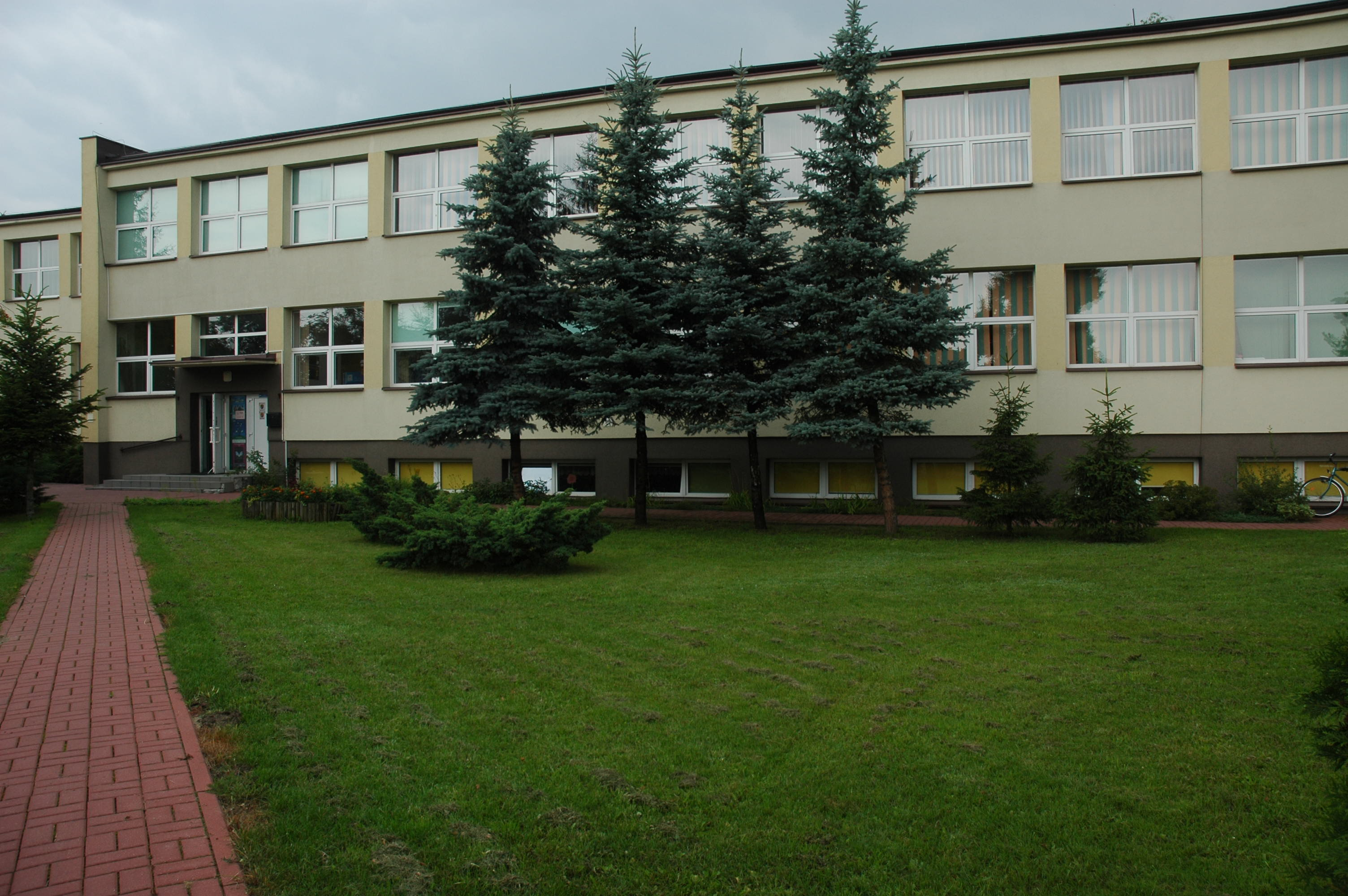
Szkoła podstawowa im. Stanisława Moniuszki w Łajskach

Łajski – wieś sołecka w Polsce położona w województwie mazowieckim, w powiecie legionowskim, w gminie Wieliszew.
W latach 1954–1961 wieś należała i była siedzibą władz gromady Łajski, po jej zniesieniu w gromadzie Skrzeszew. W latach 1975–1998 miejscowość administracyjnie należała do województwa warszawskiego.

## Położenie miejscowości
Łajski położone są w okolicy Kotliny Warszawskiej. Są to tereny gęsto zalesione, gdzie na północy ciągną się Lasy Pomiechowskie, a w jej południowo-wschodniej części zachowały się pozostałości Puszczy Nieporęckiej.
Krajobraz jest równinny lekko pofałdowany, okoliczne wzniesienia i pagórki osiągają 75 – 85 m n.p.m.
Wieś liczy sobie około 1300 mieszkańców. Łajski leżą w bezpośredniej bliskości Legionowa, w odległości 20 km od Centrum Warszawy, przy szlakach komunikacyjnych łączących Warszawę z Gdańskiem (linia kolejowa) i Pojezierzem Mazurskim (droga krajowa nr 61). Mniej niż 7 km dzieli wieś od Zalewu Zegrzyńskiego, miejsca letniskowego wypoczynku mieszkańców aglomeracji warszawskiej. Łajski należą do powstałej wskutek podziału administracyjnego w 1973 r. gminy Wieliszew i graniczą bezpośrednio z Legionowem, Skrzeszewem, Wieliszewem i Michałowem-Reginowem.

## Gleba
W większości występują tu piaski z domieszką gliny, wapienia oraz w głębszych partiach niewielkich pasm węgla.

## Historia wsi Łajski
Łajski położone są na obszarze Kotliny Warszawskiej, na którą składają się tereny znajdujące się niegdyś w obrębie trzech historycznych jednostek administracyjnych o tradycjach z okresu książęcego lenna mazowieckiego – ziemi warszawskiej, zakroczymskiej i sochaczewskiej. Wraz z włączeniem tych terenów do Korony, weszły one w skład województwa mazowieckiego jako części powiatów warszawskiego, zakroczymskiego, serockiego i sochaczewskiego.
W 1795 r. tereny te znalazły się w zaborze pruskim. W XIX w. większość tego obszaru wchodziła w obręb województwa warszawskiego, a dopiero w 1952 r. wyodrębniony został oddzielny powiat – Nowy Dwór Mazowiecki.
Pod względem administracji kościelnej obszar ten należał od schyłku XI w. do diecezji płockiej. W 1978 r. wszedł w skład archidiecezji warszawskiej, a od 1995 r. Łajski weszły w skład diecezji warszawsko-praskiej. Diecezja powstała 25 marca 1992 na mocy bulli papieża Jana Pawła II Totus Tuus Poloniae Populus, reorganizującej diecezje i prowincje w Polsce.
Nazwa Łajski pojawiła się po roku 1864, gdy wieś zgodnie z zapisem w księdze wieczystej stanowiła własność hrabiego Augusta Potockiego. Wspominając właściciela Łajsk należy powiedzieć, że była to barwna w owych czasach postać działacza polskiego, który został w 1886 r. jednym z założycieli i pierwszym prezesem Warszawskiego Towarzystwa Cyklistów. Do tegoż towarzystwa należały takie osoby jak Henryk Sienkiewicz, Bolesław Prus, Wacław Gąsiorowski. Hrabia był także założycielem, w 1897 r., umiejscowionej nieopodal Łajsk, huty szkła.
Wojna nie ominęła terenów Łajsk i pozostałej części obecnej gminy Wieliszew. We wrześniu 1939 r. wojska hitlerowskich najeźdźców zatrzymały się na linii Narwi, bronionej przez armię Modlin.
Okupacja przyniosła kolejne podziały administracyjne terenów Łaskich i gminy na podległe Generalnemu Gubernatorstwu oraz Rzeszy Niemieckiej.
Teren gminy, jak i wieś Łajski, zostały objęte działaniami oddziału Armii Krajowej ze zgrupowania „Obroża”.
Kolejne zniszczenia przyniosła ofensywa 1944 roku. Najbardziej zacięte walki Armii Czerwonej z wojskami niemieckimi przyniosły ogromne zniszczenie zabudowań w Łajskach. Bliskość twierdzy Modlin, o którą toczyły się najbardziej zacięte boje, spowodowała konieczność całkowitego powojennego zagospodarowania miejscowości od nowa.
Pożoga wojenna, która szczególnie dotkliwie dotknęła te tereny oraz czas, zabrały bezpowrotnie wiele z dziedzictwa kulturowego mieszkańców Łajsk. Świadkami burzliwej historii są przydrożne kapliczki i ołtarzyki – charakterystyczne w tym regionie zabytkowe miniatury.
We współczesnych zaś czasach została rozebrana, zbudowana 1905 r. szkoła, na miejscu której znajduje się obecnie skwer im. S. Pączkowskiego – pierwszego dyrektora założonej w 1905 r. w Łajskach szkoły.
Na terenie Łajsk znajduje się kilka stanowisk archeologicznych, w których znaleziono pozostałości po dawnych mieszkańcach tych ziem z różnych epok. Do najważniejszych odkryć należą wykopaliska z okresu kultury halsztackiej. Nazwa pochodzi od cmentarzyska w Hallstatt. Jako określenie starszej niż lateńska części przedrzymskiej epoki żelaza wprowadził ją H. Hildebrand w 1874 r. Obecnie przyjmuje się, iż okres halsztacki przypada na lata 700-400 p.n.e.
W Łajskach odkryto 22 obiekty archeologiczne: groby ciałopalne, groby kloszowe, groby popielnicowe, groby jamowe oraz dziewięć jam o charakterze posadowym. Jednymi z najciekawszych odkryć są popielnice. Popielnica jest naczyniem najczęściej glinianym, służącym dla przechowywania prochów zmarłego, co właśnie charakterystyczne było dla kultur o ciałopalnym obrządku pogrzebowym. Znaleziska te potwierdzają ciągłość osadnictwa na terenie miejscowości i okolic.

## Gospodarka
Zakłady Mechaniczne „PODKOWA” Poniatów
W latach 1933–1943 na granicy miejscowości Łajski i Poniatowa (dzisiejszy Michałów-Reginów) działały Zakłady Mechaniczne „PODKOWA” Poniatów. Pierwsze miesiące działalności zakładu ograniczyły się głównie do produkcji haceli do podków. W latach późniejszych, kiedy asortyment produktów działu narzędziowego i optycznego stale się zmieniał, hacele były stałym i podstawowym produktem zakładu. Z czasem zaczęto produkować motocykle Podkowa.
Zakłady i miejsca użytku publicznego
- Lecznica Weterynaryjna – lek.wet. Mirosław Kado (Specjalista chorób psów i kotów ul. Nowodworska 93a)
- Dom opieki Społecznej – Złota jesień (ul. Nowodworska 97)
- Gminne Centrum Kultury w Łajskach (zbiegu ulic Nowodworskiej i Moniuszki)

## Edukacja
W zespole szkół im. Stanisława Moniuszki w ramach projektu edukacji włączającej, w klasach integracyjnych, uczą się dzieci z różnymi dysfunkcjami oraz posiadające orzeczenia o niepełnosprawności. Dzieci niepełnosprawne korzystają z pomocy licznych specjalistów, tj. asystentów dzieci niepełnosprawnych, neurologopedy, terapeuty integracji sensorycznej, oligofrenopedagogów, psychologa, pedagoga, terapeutów od muzykoterapii, arteterapii oraz dogoterapii.
Od 2006 roku w szkole istnieje stowarzyszenie „Aktywni dla Łajsk”. W ramach wspólnych przedsięwzięć szkoła we współpracy ze stowarzyszeniem organizuje cykl „Spotkania ze sztuką”.
Od września 2008 roku w szkole działa klasa orkiestry dętej, w której zajęcia prowadzą absolwenci Akademii Muzycznych.